# Gul vaxskivling
Gul vaxskivling (Hygrocybe chlorophana) är en svampart som först beskrevs av Elias Fries, och fick sitt nu gällande namn av Wünsche 1877. Gul vaxskivling ingår i släktet Hygrocybe och familjen Hygrophoraceae.  Arten är reproducerande i Sverige. Inga underarter finns listade i Catalogue of Life.

## Källor

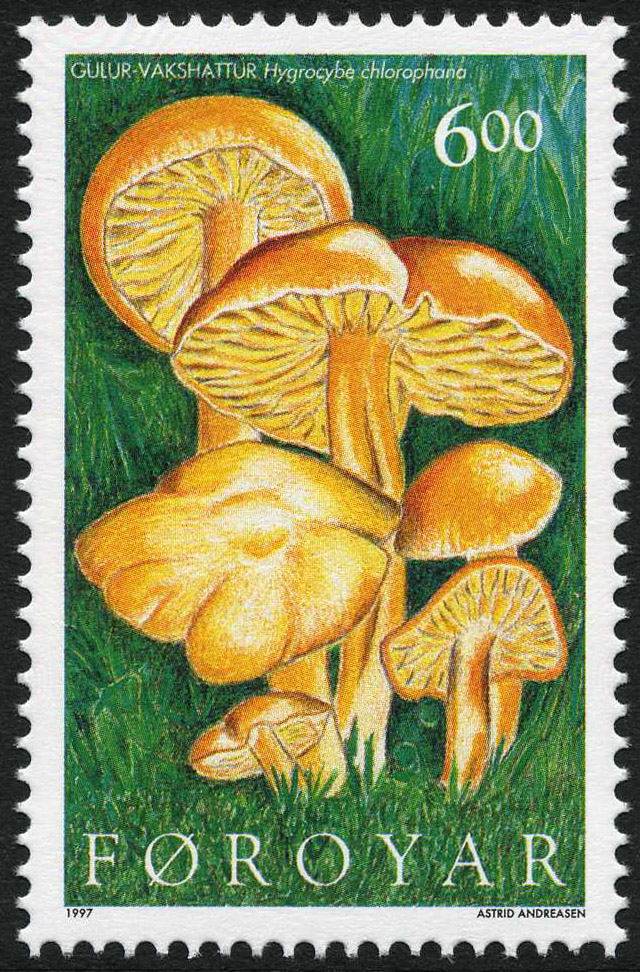